# 君が光をくれた
君が光をくれた（きみがひかりをくれた）は、2006年12月4日にTBS系列にて放送した単発スペシャルのテレビドラマ。
パナソニックドラマスペシャルとして、パナソニックの1社単独提供にて放送された。
アメリカで実際に行われている捨て犬と非行少年の交流による更生プログラム「プロジェクト・プーチ」にヒントを得て、心に傷を負った少女とトラウマを抱えた犬との心温まる交流を描いた。

## あらすじ
妊娠中の事故で子供を生めない体になった女性・光代は、夫と共に児童自立支援施設「かもめ学園」を開き、非行少年や心に傷を負った少年少女を預かっている。
ある日、両親の離婚が原因でリストカットを繰り返す少女、深雪が施設にやってきた。他人を信じられなくなった少女は誰にも心の傷を打ち明けられない。
同じころ、一匹の柴犬が保健所で処分されようとしていた。施設の管理人である光代は、その柴犬を施設で飼うことを決め、その世話係に深雪を任命するが…。
他人を信じられなくなった少女が、同じく人間を信じられない柴犬・ラブを飼うことによって少しずつ変わっていく微妙な心中を描いた作品。

## オールキャスト
- 関谷光代（主人公）･･･和久井映見
- 関谷英雄（主人公の夫）･･･村田雄浩
- 浅田深雪（入所児童）･･･成海璃子：リストカットの経験あり。
- 西野まなみ（入所児童）･･･黒川智花：友人に誘われて非行に走り、万引き経験あり。だが根は優しい子。
- 田宮健広（入所児童）･･･松川尚瑠輝：母を救うため幼いころ父に暴行した経験あり。いつも笑顔。
- 浅田啓子（深雪の母）･･･いしのようこ
- 松田ジロウ
- 藤代三千代
- 松山尚子
- 永野幹季

## スタッフ
- 原案：今西乃子「ドッグ・シェルター 犬と少年たちの再出航」(金の星社刊)
- 脚本:岡田惠和
- 演出:塚本連平
- 音楽:長谷部徹
- テーマ曲:デビー・ブーン「恋するデビー(You Light Up My Life)」
- ロケ協力:鴨川市、千葉県フィルムコミッション、鴨川グランドホテル、小湊鉄道　ほか
- スタントコーディネイター：釼持誠
- 技術協力:ケイ・デジタル・ネットワーク
- 美術協力:テレビ朝日クリエイト
- 編集:ワインド・アップ、バウムレーベン
- スタジオ:レモンスタジオ
- 劇用動物：ワンワン総合企画
- プロデュース:清水真由美
- 製作:TBS、メディアミックス・ジャパン

## 備考
- 成海璃子と黒川智花の2人の共演は2004年の4月に始まったテレビ朝日系ドラマ『電池が切れるまで』以来の2年ぶりの共演である。